# Friedrich August von Geyso

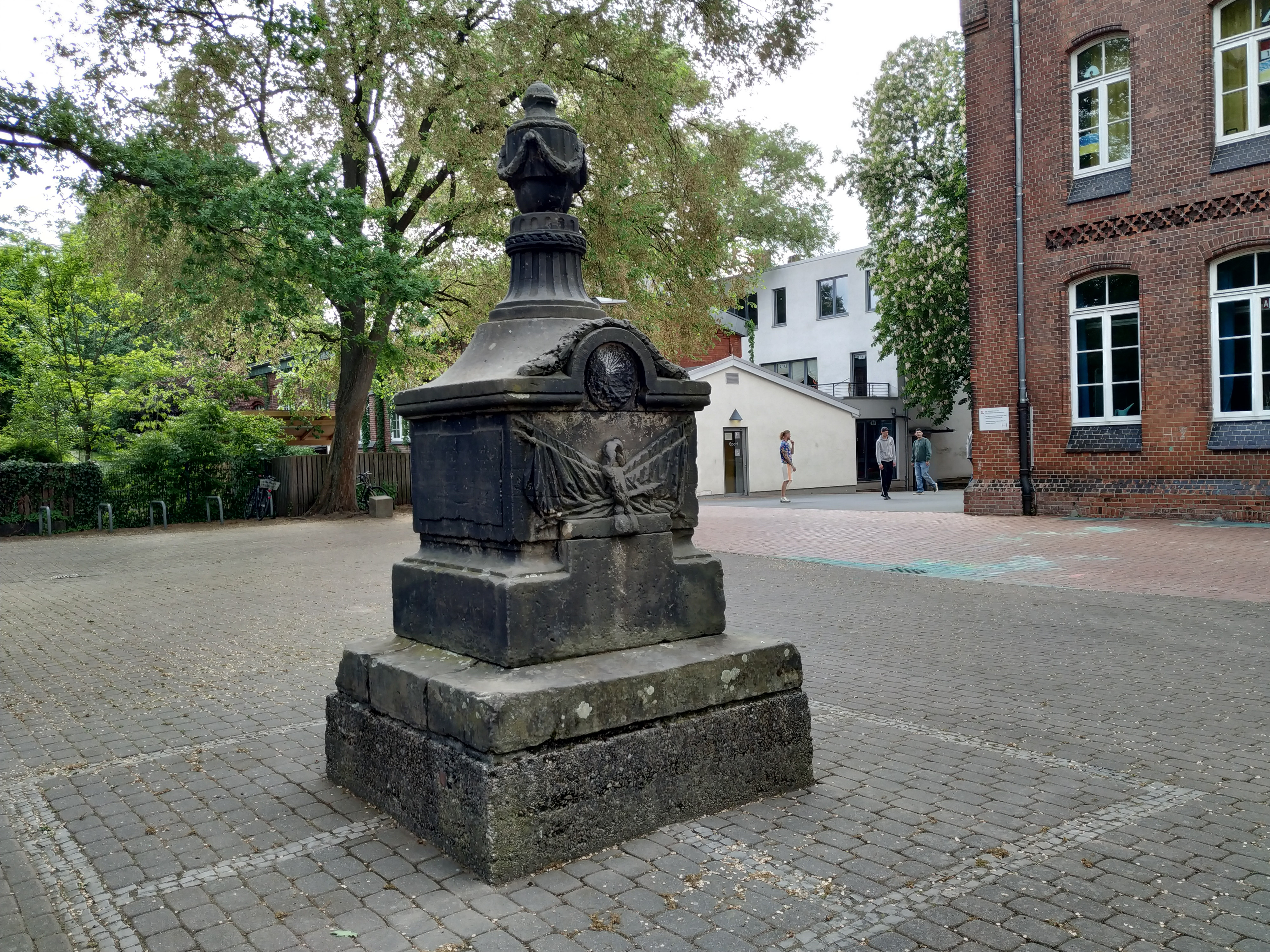
Das denkmalgeschützte Grabdenkmal des 1787 verstorbenen kurhannoverschen Generalmajors von Geyso

Friedrich August von Geyso (* 3. Juli 1715 in Bovenden; † 6. November 1787 in Wülfel vor Hannover) war ein kurhannoverscher Generalmajor.

## Leben
Generalmajor Friedrich August von Geyso war von 1766 bis 1787 Chef des Kurfürstlich-Hannoverschen Diepholzischen Landregiments und – nahezu gleichzeitig – von 1768 bis 1787 Chef des 2. Cellischen Landregiments.
Von Geyso war der Onkel von Georg Bock von Wülfingen und Gevatter von dessen Sohn, dem späteren Hauptmann Wilhelm August Friedrich von Geyso (* 16., getauft 26. Dezember 1783 in Elze; † 21. Januar 1826 ebenda).
Friedrich August von Geysos denkmalgeschütztes Grabdenkmal wurde an der Kirche St. Petri in Döhren aufgestellt, dort auch von dem hannoverschen Maler Karl Hapke malerisch festgehalten. als eines der letzten Teile des alten Zentrums des ehemaligen Haufendorfes, dessen Mitte nur noch die Kirche mit ihren Grabplatten und Epitaphen, dem Pfarrhaus und der Schule verdeutlicht wird.